# Dmytro Myšn'ov
Dmytro Oleksandrovyč Myšn'ov (in ucraino Дмитро Олександрович Мишньов?; Lyman, 26 gennaio 1994) è un calciatore ucraino, centrocampista dell'Oleksandrija.

## Carriera

### Club
Ha giocato nella prima divisione ucraina.

### Nazionale
Ha giocato nelle nazionali giovanili ucraine Under-18, Under-19, Under-20 ed Under-21.

## Palmarès

### Club

#### Competizioni nazionali
- Perša Liha: 1

Mariupol': 2016-2017